# شهرستان هاچینسون (داکوتای جنوبی)
شهرستان هاچینسون، داکوتای جنوبی (به انگلیسی: Hutchinson County, South Dakota) یک سکونتگاه مسکونی در ایالات متحده آمریکا است که در داکوتای جنوبی واقع شده‌است.

## خصوصیات
شهرستان هاچینسون ۲٬۱۰۹ کیلومترمربع مساحت دارد.